# Fotisch schisma
Het Fotisch Schisma was van 867 tot 870 een conflict tussen de paus en de oosterse patriarchen. 
Het conflict ontstond naar aanleiding van de doop van de heidense koning Boris I van Bulgarije. De zittende Patriarch van Constantinopel, Ignatius I, was in onmin gevallen bij de Byzantijnse keizer Michaël III (842 – 867). Ignatius I werd afgezet en de nieuwe patriarch van Constantinopel werd de Byzantijnse geleerde Photios van Constantinopel in 858. Ignatius I trok naar paus Nicolaas I (paus 858 – 867). Die zond een gezantschap om te bemiddelen, maar tegelijk om zijn invloed over Illyrië en Zuid-Italië te vergroten. De Oosterse bisschoppen weigerden Ignatius I in zijn functie te herstellen. Photios bleef als patriarch aan en doopte de heidense Bulgaarse koning Boris I. Die had echter heel wat eisen om tot de kerstening van zijn land over te gaan. Toen Photios  hieraan niet wilde tegemoetkomen trok ook Boris I naar Paus Nicolaas I. Die ging wel in op Boris’ eisen, opnieuw in de hoop zijn invloedssfeer oostwaarts te vergroten. 
De Byzantijnse christenen vielen vooral over het Filioque, de tekst van de paus voor de toekomstige christenen in Bulgarije waarin hij stelde dat de Heilige Geest uitgaat van de Vader en de Zoon. In de orthodoxe theologie gaat de Heilige Geest namelijk enkel uit van de Vader. Als tegenreactie excommuniceerden de oosterse bisschoppen de bisschop van Rome en was het schisma een feit.
Tijdens het Vierde Concilie van Constantinopel (869–870) werden de meningsverschillen bijgelegd. De gevolgen op lange termijn waren echter gevoelig. Voor het eerst hadden de oosterse bisschoppen de paus rechtstreeks aangevallen om een geloofskwestie te beslechten. Ignatius I werd opnieuw patriarch van Constantinopel.